# الحروب الشيروكية الأمريكية

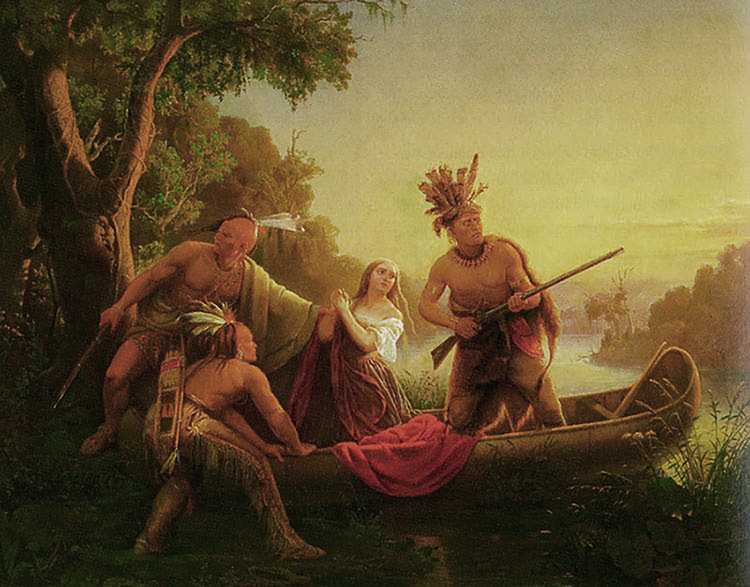

كانت حروب الشيروكية الأمريكية، والمعروفة أيضًا باسم حروب تشيكاموغا، سلسلة من الغارات المتقلبة والحملات والكمائن والمناوشات الثانوية والعديد من المعارك الحدودية واسعة النطاق في الجنوب الغربي القديم من 1776 إلى 1795 بين الشيروكيين والأمريكيين. وقعت معظم الأحداث في أقصى الجنوب. ورغم امتداد المعارك طوال الفترة بأكملها، كانت هناك أوقات قليلة أو عديمة الأحداث، امتدت لعدة أشهر بعض الأحيان. حارب الزعيم الشيروكي، دراغينغ كانو (جارّ الزورق) الذي يسميه بعض المؤرخين «نابليون المتوحش»، ومحاربوه وغيرهم من قبائل الشيروكي جنبًا إلى جنب وبالتعاون مع الهنود من عدة قبائل أخرى، مثل قبائل مسكوكي في الجنوب الغربي القديم وشاوني في الشمال الغربي القديم في أغلب الأحيان. أثناء الحرب الثورية، وقاتلوا أيضًا إلى جانب القوات البريطانية والميليشيات الموالية وحراس الملك في كارولينا. اندلعت الحرب المفتوحة في صيف عام 1776 على طول حدود أنهار واتوغا وهولستون ونوليتشاكي ودو تينيسي الشرقية، بالإضافة إلى مستعمرات (ولايات لاحقًا) فرجينيا وكارولينا الشمالية وكارولينا الجنوبية وجورجيا. امتدت لاحقًا إلى المستعمرات على طول نهر كمبرلاند في تينيسي الوسطى وفي كنتاكي. يمكن تقسيم الحروب إلى مرحلتين. شغلت المرحلة الأولى مكانًا واحدًا من 1776 إلى 1783، حارب الشيروكيون كحلفاء لمملكة بريطانيا العظمى ضد المستعمرات الأمريكية. شملت الحرب الشيروكية عام 1776 كامل الأمة الشيروكية. في نهاية عام 1776، هاجر فقط المحاربون الشيروكيون مع دراغنغ كانو إلى مدن تشيكاموغا وكانوا يعرفون باسم «شيروكي تشيكاماوغا».
استمرت المرحلة الثانية من 1783 إلى 1794، خدم الشيروكيين كوكلاء لنائب ملك إسبانيا الجديدة ضد الولايات المتحدة الأمريكية المشكلة حديثًا. عُرفوا بعد ذلك باسم «قبائل شيروكي الدنيا» بسبب انتقالهم غربًا إلى مواطن جديدة عرفت في البداية باسم «المدن الخمس السفلى»، واستمر هذا اللقب حتى فترة طويلة في القرن التاسع عشر. في عام 1786، أصبحت قبائل شيروكي الدنيا من أعضاء مؤسسين للكونفدرالية الغربية للأمريكيين الأصليين، التي نظمها الزعيم الموهوكي جوزيف برانت، وشاركت بدور نشط في الحرب الهندية الشمالية الغربية. انتهى الصراع في نوفمبر 1794 مع معاهدة تيليكو بلوكهاوس. انتهت الحرب الهندية الشمالية الغربية، التي شارك الشيروكيين فيها أيضًا، بمعاهدة غرينفيل في 1795.

## استهلال (1763–75)
وضعت الحرب الفرنسية والهندية ومسرح الصراع الأوروبي المتصل المعروف بحرب السنوات السبع العديد من الأسس للصراع بين الشيروكيين والمستوطنين الأمريكيين على الحدود. اندلعت التوترات على الحدود إلى أعمال قتالية مفتوحة مع اندلاع الثورة الأمريكية.

### تداعيات الحرب الفرنسية والهندية
شملت الحرب الفرنسية والهندية في أمريكا الشمالية حرب الأنجلو شيروكية التي استمرت بين 1758 و 1761. دمرت القوات البريطانية بقيادة الجنرال جيمس غرانت عددًا من المدن الشيروكية الرئيسية، والتي لم يُعاد احتلالها مطلقًا. هُجرت كيتوا، وهاجر سكانها السابقين إلى الغرب. وأقاموا في ميالوكو، التي تسمى غريت آيلاند تاون، على نهر تينيسي الصغير بين قبائل أوفرهيل الشيروكية. في نهاية هذا الصراع، وقّع الشيروكيين معاهدة لونغ آيلاند أون ذا هولستون مع مستعمرة فرجينيا (1761) ومعاهدة تشارلز تاون مع مقاطعة كارولينا الجنوبية (1762). استُبدل كونوكوتوكو (ستاندينغ توركي)، أول رجل محبوب أثناء الصراع، بأتاكولاكولا، الموالي لبريطانيا. أصدر الملك جورج الثالث الإعلان الملكي لعام 1763 تقديرًا لدعم الأمريكيين الأصليين. الذي حظر الاستيطان الاستعماري غرب جبال الأبالاش، في محاولة للحفاظ على الأراضي للقبائل الأصلية. استاء العديد من المستعمرين من التدخل في سعيهم إلى الأراضي الغربية الشاسعة. كان الإعلان مصدر إزعاج كبير للمستعمرين، وساهم في دعمهم للثورة الأمريكية وإنهاء تدخل التاج.

### المعاهدات ووقف الأرض
لحل مشكلة المستوطنين الذين يعيشون خارج الحدود المحددة في المعاهدة السابقة، تفاوض جون ستيوارت، بصفته المشرف على شؤون الجنوب الهندي، على معاهدة موقعة في 17 أكتوبر 1768، لتنازل الشيروكيين عن أحقيتهم بمستعمرة فرجينيا مقابل الأرض بين جبال أليغني ونهر أوهايو. في الحقيقة، شمل تنازلهم ولاية فرجينيا الغربية الحالية وشرق كنتاكي، مع جزء صغير من الركن الجنوبي الغربي من ولاية بنسلفانيا. بعد حرب بونتياك (1763–1764)، تنازلت الكونفدرالية الإيروكية للحكومة البريطانية عن أحقيتها بأراضي الصيد بين نهري أوهايو وكمبرلاند، والمعروفة لهم وللهنود آخرين باسم كين-توك-إي (كنتاكي)، في معاهدة فورت ستانويكس 1768. خطط المطورون ومضاربو الأراضي عام 1769 لبدء مستعمرة جديدة تسمى فانداليا في الأراضي التي تنازل عنها الشيروكيين. وضعت الخطط لذلك، ولكن، ضمتها فرجينيا باسم مقاطعة أغوستا الغربية عام 1774. تنازل قبائل شيروكي ومسكوكي في 1 يونيو 1773، عن حقهم ب مليوني فدان في القطاع الشمالي من مستعمرة جورجيا، مقابل إلغاء ديونهم. رفضت قبائل مسكوكي الاعتراف بالمعاهدة، ورفضتها الحكومة البريطانية.

### حرب دونمور (1774)
قاد دانييل بون في العام التالي مجموعة لإقامة مستوطنة مؤقتة داخل أراضي الصيد في ولاية كنتاكي الحديثة. ردًا على ذلك، هاجمت قبائل شاوني ولينابي (ديلاوير) ومينغو وبعض الشيروكيين مجموعة الإستكشاف والبحث عن العلف، التي ضمت جيمس ابن بون. قبض الأمريكيين الأصليين على جيمس بون وهنري راسل (أحد أعضاء المجموعتين) وعذبوهم بشكل طقوسي حتى الموت. رد المستعمرون مع بداية حرب دونمور (1773-1774). كان قبائل شيروكي ومسكوكي نشيطتين أيضًا، ولكن اقتصر نشاطهم على الغارات الصغيرة على مستوطنات كارولينا وجورجيا النائية.

### المستوطنات الاستعمارية المبكرة في أعالي شرق تينيسي (1768-1772)
أُنشئت أول مستوطنة استعمارية في محيط ما أصبح اليوم أعالي شرق تينيسي هي سابلينغ غروف (بريستول). أول مستوطنات شمال هولستون، أسسها إيفان شيلبي، الذي «اشترى» الأرض في عام 1768 من جون بوكانان. بدأ جاكوب براون مستوطنة أخرى على نهر نوليتشاكي، وبدأ جون كارتر أُخرى فيما أصبح يعرف باسم وادي كارتر (بين كلينش ريفر وبيتش كريك)، وكلاهما في عام 1771، قاد جيمس روبرتسون بعد معركة ألامانس في عام 1771 مجموعة من نحو اثني عشر أو ثلاثة عشر أسرة منظمة من ولاية كارولينا الشمالية إلى نهر واتوغا. اعتقدت كل مجموعة أنها كانت ضمن الحدود الإقليمية لمستعمرة فرجينيا. ولكن أثبتت دراسة استقصائية خطأهم لاحقًا، وأمرهم ألكسندر كاميرون، نائب المشرف على الشؤون الهندية، بالمغادرة. ولكن توسط نيابة عنهم أتاكولاكولا أول رجل محبوب (الرئيس الزعيم) شيروكي. وسُمح للمستوطنين بالبقاء، شريطة ألا ينضم إليهم أشخاص آخرون. وقّع المستوطنون في واتوغا ونوليتشاكي في 8 مايو 1772 على اتفاق واتوغا لتشكيل رابطة واتوغا.

### شراء هندرسون (1775)
تفاوضت مجموعة من المضاربين في ولاية كارولينا الشمالية بقيادة ريتشارد هندرسون في 17 مارس 1775 على معاهدة واتوغا في سيكامور شوالز مع كبار قادة أوفرهيل شيروكي. تنازل أوكونوستوتا وأتاكولاكولا، الأكثر أهمية، عن أحقية قبائل شيروكي بأراضي كين-توك-إي. اعتقدت شركة ترانسيلفانيا لاند أنها حصلت على ملكية الأرض، غير مدركة أن القبائل الأخرى، مثل ليناب، وشوني، وتشيكاساو، طالبوا أيضًا بهذه الأراضي للصيد. كانت المدن الشيروكية الموثقة مثل سولين بوسوم في جنوب شرق كنتاكي وفي مناطق أخرى من كنتاكي ترتبط مع ما يسمى بلدات أوفرهيل وغيرها من المدن الشيروكية. رفض دراغينغ كانو ورئيس جزيرة غريت آيلاند تاون وابن أتاكولاكولا، الموافقة على الصفقة. قال لرجال ولاية كارولينا الشمالية، «لقد اشتريتم أرضًا طيبة، ولكن هناك سحابة معلقة فوقها؛ ستجدون مستوطنتها مظلمة ودموية». رفض حكام فرجينيا ونورث كارولينا معاهدة واتوغا، وهرب هندرسون لتجنب الاعتقال. وتحدث جورج واشنطن ضدها. ناشد الشيروكي جون ستيوارت، مدير الشؤون الهندية، طلبًا للمساعدة، التي قدمها له في مناسبات سابقة، ولكن اندلعت الثورة الأمريكية. اعتقد هندرسون ورجال الحدود أن اندلاع الثورة حلت محل أحكام الحكام الملكيين. وبدأت شركة ترانسيلفانيا بتجنيد المستوطنين في المنطقة التي «اشتروها».